# 17. SS-Panzergrenadier-Division Götz von Berlichingen
17. SS-Panzergrenadier-Division Götz von Berlichingen, GvB, var en tysk pansargrenadjärdivision i Waffen-SS och som sattes in i strid på västfronten 1944-1945 under andra världskriget.
Divisionen bildades i Frankrike i oktober 1943, bland annat med folktyskar från Rumänien. Divisionen uppkallades efter en tysk riddare från medeltiden, se Götz von Berlichingen. Divisionen sattes in i strid första gången i Normandie i juni 1944 och divisionen stred främst mot amerikanerna. Divisionen stred hårt och drabbades av mycket svåra förluster i Normandie. Efter den tyska kollapsen i Normandie förflyttades resterna av divisionen i början av september till Metz för vila och återhämtning. Divisionen stred därefter mot amerikanerna i Saarland under hösten 1944. 
Återigen hade divisionen lidit mycket svåra förluster, varvid en ny vilo- och återhämtningsperiod genomfördes i början på december. Divisionen sattes därefter in i den misslyckade tyska offensiven Operation Nordwind i januari 1945. Divisionen blev kvar på västfronten och försvarade Siegfriedlinjen. Sista krigsmånaden stred divisionen i södra Tyskland. 
Divisionens symbol var en knuten järnhand, inspirerad efter Götz von Berlichingen, som i verkligheten hade en konstgjord järnhand.

## Befälhavare
- Gruppenführer Werner Ostendorff, 30 okt 1943 - 15 juni 1944
- Standartenführer Otto Binge 17 juni 1944 - 20 juni 1944
- Brigadeführer Otto Baum, 20 juni 1944 - 1 aug 1944
- Standartenführer Otto Binge, 1 aug 1944 - 29 aug 1944
- Oberführer Dr. Eduard Deisenhofer, 30 aug 1944 - ? sept 1944
- Oberführer Thomas Müller, ? sep 1944 - ? sep 1944
- Standartenführer Gustav Mertsch, ? sep 1944 - 21 okt 1944
- Gruppenführer Werner Ostendorff, 21 okt 1944 - 15 nov 1944
- Standartenführer Hans Linger, 15 nov 1944 - 9 jan 1945
- Oberst Gerhard Lindner, 9 jan 1945 - 21 jan 1945
- Oberführer Fritz Klingenberg, 21 jan 1945 - 22 mars 1945
- Standartenführer Jakob Fick, 22 mars 1945 - 26 mars 1945
- Oberführer Georg Bochmann, 26 mars 1945 - 8 maj 1945

## Organisation
Ursprunglig organisation.
- Stab der Division
- SS-Panzergrenadier-Regiment 37
  - I.Bataillon
    - 1.Kompanie
    - 2.Kompanie
    - 3.Kompanie
    - 4.Kompanie

  - II.Bataillon
    - 5.Kompanie
    - 6.Kompanie
    - 7.Kompanie
    - 8.Kompanie

  - III.Bataillon
    - 9.Kompanie
    - 10.Kompanie
    - 11.Kompanie
    - 12.Kompanie

  - 13.Kompanie
  - 14.Kompanie
  - 15.Kompanie
- SS-Panzergrenadier-Regiment 38
  - I.Bataillon
    - 1.Kompanie
    - 2.Kompanie
    - 3.Kompanie
    - 4.Kompanie

  - II.Bataillon
    - 5.Kompanie
    - 6.Kompanie
    - 7.Kompanie
    - 8.Kompanie

  - III.Bataillon
    - 9.Kompanie
    - 10.Kompanie
    - 11.Kompanie
    - 12.Kompanie

  - 13.Kompanie
  - 14.Kompanie
  - 15.Kompanie
- SS-Panzer-Abteilung 17
- SS-Panzerjäger-Abteilung 17 Pansarvärnsbataljon
- SS-Sturmgeschütz-Abteilung 17
- SS-Artillerie-Regiment 17
  - Stab
  - I.Abteilung
  - II.Abteilung
  - III.Abteilung
- SS-Flak-Abteilung 17 Luftvärnsbataljon
  - schwere Batterie
  - schwere Batterie
  - schwere Batterie
  - leicht Batterie
- SS-Nachrichten-Abteilung 17: Signalbataljon
  - SS-Nachrichten-Abteilung 17
  - SS-Fernsprech-Kompanie 17
  - SS-Funk-Kompanie 17
- SS-Panzer-Aufklärungs-Abteilung 17: Pansarspaningsbataljon
- SS-Pionier-Bataillon 17 Pionjärbataljon
  - SS-Pionier-Brückenkolonne 17
- SS-Divisions-Nachschubtruppen 17: Trängbataljon
- SS-Panzer-Instandsetzungs-Abteilung 17
- SS-Wirtschafts-Bataillon (Underhållsbataljon)
  - SS-Hauptkasse 17
  - SS-Schlächterei-Kompanie-17
  - SS-Bäckerei-Kompanie 17
  - SS-Verwaltungs-Kompanie 17
- SS-Sanitäts-Abteilung 17: Sjukvårdsbataljon
  - 1.SS-Sanitäts-Kompanie
  - 2.SS-Sanitäts-Kompanie
  - SS-Feldlazarett 17
  - SS-Krankenkraftwagen-Kompanie (Ambulanskompani)
- SS-Feldpostamt 17
- SS-Kriegsberichter-Zug 17
- SS-Feldgendarmerie-Kompanie 17: Militärpoliskompani
- SS-Feldersatz-Bataillon 17
  - Stab
  - 1.Kompanie
  - 2.Kompanie
  - 3.Kompanie
  - 4.Kompanie